# Pragmática (1567)

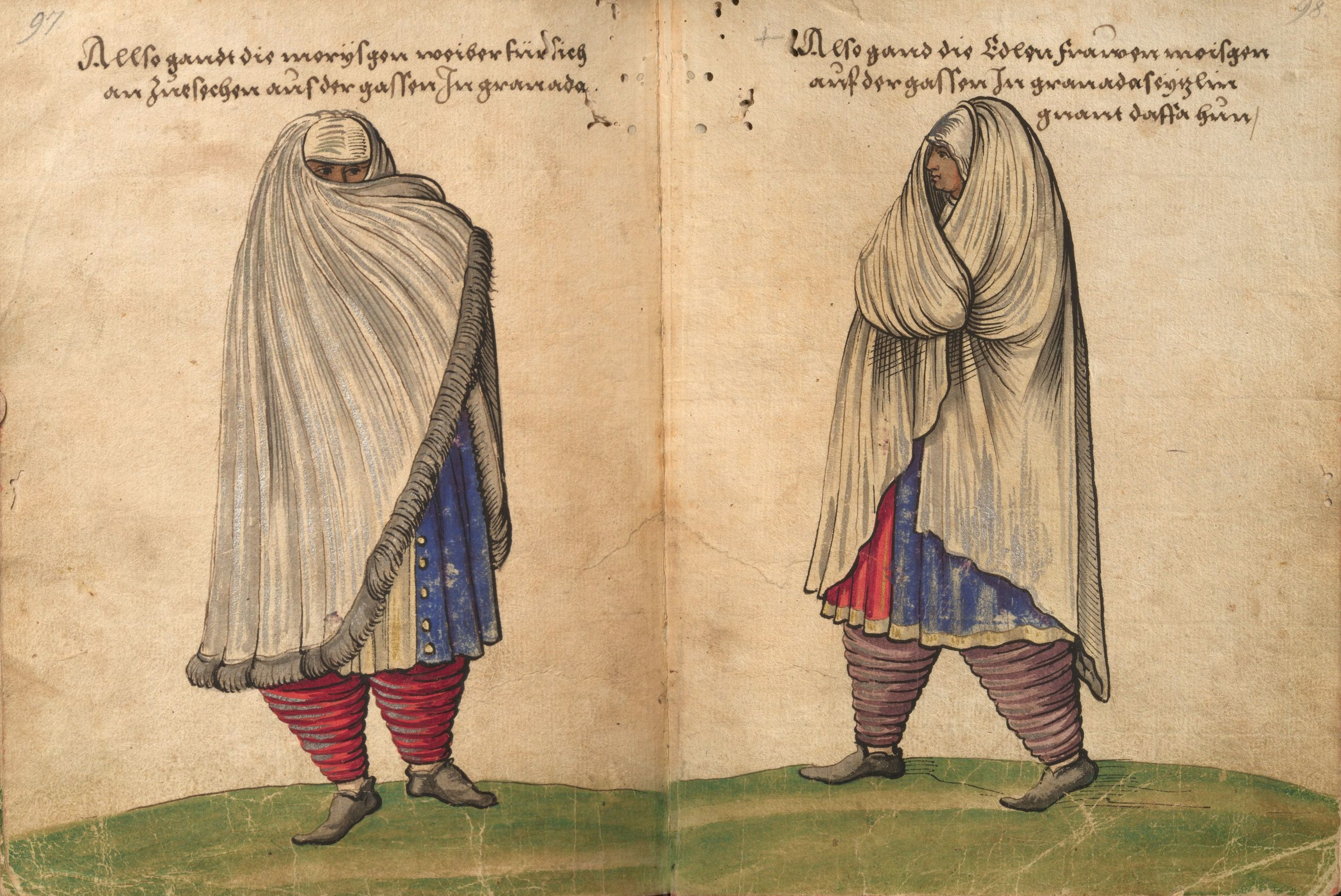
Straßengewandt der Morisco-Frauen von Granada, aus dem Trachtenbuch des Christoph Weiditz (1529)

Die Pragmática von 1567 war eine vom spanischen König Philipp II. erlassene Pragmatische Sanktion. Sie wurde am Neujahrstag 1567 von Pedro de Deza, dem damaligen Vorsitzenden des königlichen Gerichtshofs von Granada (spanisch: Real Chancillería de Granada), bekannt gemacht und im Folgenden umgesetzt; Ziel war es, die nach dem Aufstand in den Alpujarras zwangskonvertierten Bevölkerungsteile (die Moriscos) zur Aufgabe ihrer Traditionen und ihrer Sprache sowie des oft privat weiter praktizierten muslimischen Glaubens zu zwingen. Der Widerstand gegen die Umsetzung dieses Dokuments führte zu einem zweiten Aufstand in den Alpujarras.

## Vorgeschichte
Der damalige Erzbischof von Granada, Pedro Guerrero, war davon überzeugt, dass die zwangschristianisierten Moriscos bzw. deren Nachfahren nur durch das vollständige Ablegen ihrer Gebräuche und Traditionen zu wahren Christen werden würden. Auf einer Zusammenkunft der Bischöfe des Reichs Granada 1565 wurde beschlossen, dass man die bisherige Praxis der Duldung aufgeben und Zwangsmaßnahmen einführen sollte. Gefordert wurde, alle für die Moriscos typischen Elemente und Brauchtümer zu verbieten. Weiter forderten die Bischöfe den König auf, die Überwachungsmaßnahmen zu verschärfen.
Diese Vorschläge wurden in Madrid, unter Teilnahme des Duque de Alba, diskutiert, der dem König dann die Umsetzung älterer, 1526 bei einer Versammlung in Granada ausgearbeiteten Vorschläge empfahl, die der König Karl I. von Spanien gegen eine Zahlung von 80.000 Dukaten durch die Moriscos ausgesetzt hatte. Nach dem Treffen wurde Pedro de Deza, bei der Versammlung von 1526 einer der enthusiastischsten Vertreter härterer Maßnahmen, zum Vorsitzenden des königlichen Gerichts von Granada ernannt, was von den Moriscos, wie Juan de Austria in einem Brief an den König schrieb, als Provokation angesehen werden musste. Er schrieb, Dezas „Art des Umgangs... mit diesen Personen (...) war und ist sicherlich nicht zum Guten geeignet.“
Schon das nie umgesetzte Dekret von 1526 definierte die Zugehörigkeit zu Christentum und Islam neu. Dazu die Historikerin Christiane Birr: „Nicht nur, wer das Christentum offen ablehnte und sich zum Islam bekannte, galt als Muslim, sondern auch jeder, der an moriskischen Gebräuchen festhielt.“ Felipe II gab der Pragmatica schließlich seine Zustimmung. Die Gründe für den Zeitpunkt und das Ausmaß dieser Repressalien werden noch immer breit diskutiert. Zum einen ging zu der Zeit das Ottomanische Imperium zusammen mit seinen nordafrikanischen Verbündeten gegen Spanien vor, die Furcht vor einer von den Moriscos unterstützten ottomanischen Invasion war nicht unbegründet. Ferner wird die Pragmatica als letzter, massiver Versuch der Assimilation der arabischen Bevölkerung nach der Eroberung von Granada 1492 angesehen; noch 1560 lag die Zahl der Moriscos (ca. 150.000) in der Region über der Zahl der „reinen“ Christen (ca. 125.000); zudem wird oft die Furcht vor Morisco-Räuberbanden (den „Monfíes“) genannt, die offen gegen die katholische Bevölkerung vorgingen.

## Inhalt

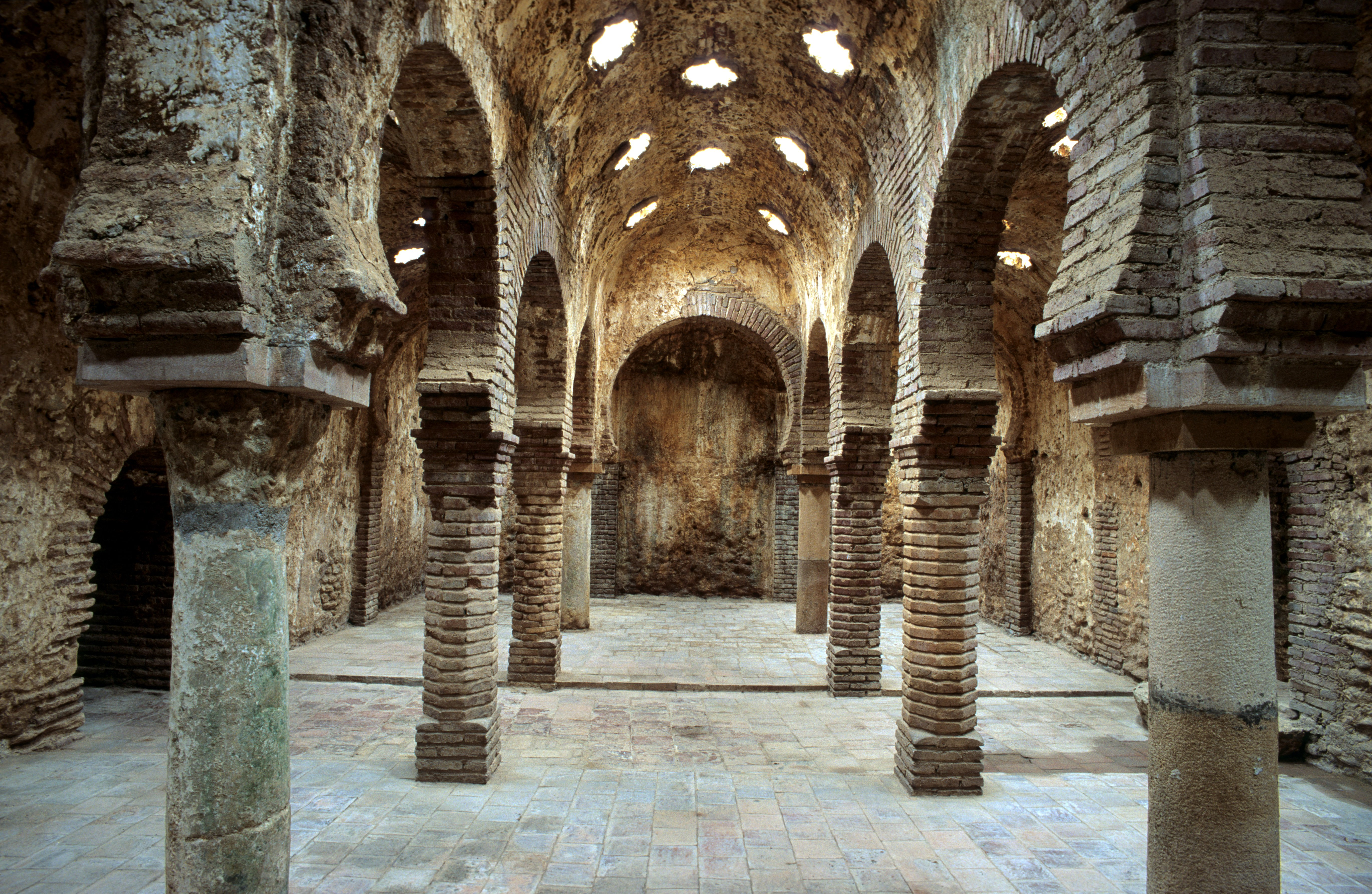
Andalusischer Hamman

Der spanische Historiker Julio Caro Baroja hat den Inhalt der Pragmatica wie folgt zusammengefasst:
- I. Es ist ab drei Jahren nach dem Erlass verboten, Arabisch zu sprechen, zu schreiben und zu lesen.
- II. Alle in dieser Sprache abgefassten Verträge werden für ungültig erklärt.
- III. Auf Arabisch verfasste Bücher müssen innerhalb von 30 Tagen dem Präsidenten des Gerichtshofs von Granada vorgelegt werden. Dieser wird sie beurteilen und zurückgeben, so darin keine unerwünschten Elemente gefunden werden.
- IV. Die Moriscos müssen sich auf spanische Art kleiden, ihre Frauen müssen ihre Gesichter öffentlich zeigen.
- V. Hochzeiten und andere Feierlichkeiten sind gemäß den christlichen Traditionen abzuhalten; Musik und Gesänge in den Traditionen der Moriscos sind zu vermeiden, auch wenn diese dem Christentum nicht widersprechen.
- VI. Der Freitag darf nicht als Feiertag gelten.
- VII. Maurische Vor- und Nachnamen sind untersagt.
- VIII. Frauen dürfen sich nicht verschleiern.
- IX. Das Bad im Hamam ist untersagt, bestehende solche Bäder werden zerstört.
- X. Die „Gacis“ (Mauren aus Nordafrika) werden vertrieben; Moriscos dürfen Sklaven solcher Abstammung nicht länger behalten.
- XI. Lizenzen zum Besitz schwarzer Sklaven werden neu beurteilt.

## Wirkung
Die Moriscos versuchten erneut, wie 1526, eine Aufhebung der Bestimmungen zu erreichen, doch diesmal ließ der König sich nicht umstimmen. Darauf kam es zum Aufstand der Moriscos, bekannt als 2. Aufstand in den Alpujarras.

## Bibliografie
- Julio Caro Baroja: Los moriscos del Reino de Granada, Madrid, 1976, ISBN 84-7090-076-5
- Antonio Domínguez Ortiz: Historia de los moriscos. Vida y tragedia de una minoría, Alianza Editorial, Madrid, 1979, ISBN 84-206-2415-2